# Les entranyes de la bèstia (pel·lícula de 2003)
Les entranyes de la bèstia (original: Belly of the Beast) és una pel·lícula dirigida per Ching Siu Tung el 2003, i protagonitzada per Vincent Riotta Norman Veeratum, Elidh MacQueen, Chau Siu Tung. Ha estat doblada al català.

## Argument
Jake Hopper ignora que la seva filla Jessica i la seva amiga Sarah han estat segrestades mentre anaven amb les seves motxilles pel sud d'Àsia. Quan un vell amic dels seus dies en el servei secret li porta la cinta sol·licitant el rescat, Hopper sap que ha de prendre cartes en l'assumpte. Com el govern estatunidenc creu que es tracta d'un grup fonamentalista musulmà, Hopper vola a Bangkok per utilitzar els seus vells contactes i intentar protegir la seguretat de les noies. La recerca per esbrinar el que ha passat el condueix al món del xusma sòrdid i delictiu de la màfia tailandesa.
Finalment, amb l'ajuda d'un vell company aconsegueix seguir la pista del grup que suposadament ha agafat Jessica. La seva recerca el porta al cor d'una dura lluita entre un corrupte general tailandès i Abu Karaf, un grup de traficants d'armes. A mesura que Jake va aclarint els diferents nivells de la trama, descobreix que la CIA està sent manipulada i la seva filla és al mig d'això.

## Repartiment
- Steven Seagal: Jack Hopper
- Byron Mann: Sunti
- Tom Wu: General Jantapan
- Sarah Malukul Lane: Jessica Hopper
- Monica Lo: Lulu
- Vincent Riotta: Fitch McQuad